# Pointe de Chésery
Pointe de Chésery är en bergstopp i Schweiz.   Den ligger i distriktet Monthey och kantonen Valais, i den sydvästra delen av landet, 100 km sydväst om huvudstaden Bern. Toppen på Pointe de Chésery är 2 249 meter över havet, eller 254 meter över den omgivande terrängen. Bredden vid basen är 4,3 km.
Terrängen runt Pointe de Chésery är bergig åt sydväst, men åt nordost är den kuperad. Närmaste större samhälle är Monthey, 13,4 km öster om Pointe de Chésery. 
Trakten runt Pointe de Chésery består i huvudsak av gräsmarker. Runt Pointe de Chésery är det ganska glesbefolkat, med 26 invånare per kvadratkilometer.